# ویم کوک
ویم کوک (انگلیسی: Wim Kok؛ زادهٔ ۲۹ سپتامبر ۱۹۳۸ – درگذشته ۲۰ اکتبر ۲۰۱۸) یک سیاست‌مدار اهل هلند بود. وی از ۲۲ اوت ۱۹۹۴ تا ۲۲ ژوئیه ۲۰۰۲ نخست‌وزیر هلند بود.
ویم کوک در ۲۰ اکتبر ۲۰۱۸، در سن ۸۰ سالگی بر اثر نارسایی قلبی درگذشت.